# Hanefi Muharremi
Hanefi Shefqet Muharremi (* 30. August 1953 in Brut, Gemeinde Dragaš, SFR Jugoslawien) ist ein kosovarischer Politiker (LDK) und seit 2015 der stellvertretende Minister für Infrastruktur.

## Werdegang
Nach Schule und Gymnasium in Prizren studierte Muharremi zwischen 1975 und 1978 Wirtschaft an der Universität Zagreb und wurde als Ingenieur der Kommunikation für Straßenbau qualifiziert. Sein Berufsleben begann im Februar 1982 als Straßenverkehrssachverständiger am Gericht im Bezirk Prizren. 1989 wechselte er in den internationalen Transport bei Kosovatrans, danach in leitender Position zu Prizren Prevoz, bis er im November 1992 entlassen wurde. Danach arbeitete er bis 1998 bei der Handels- und Dienstleistungsproduktionsgesellschaft Art-Commerc-Tours in Prizren. An der Schule Gani Qavdarbasha in Prizren unterrichtete er zwischen 1999 und 2000 vier Berufsfächer im Bereich Kommunikation. Von 2001 bis 2007 war er leitender Direktor für Kommunikation und im öffentlichen Dienst, ab Juni 2007 bis Juni 2008 stellvertretender Vorstandsvorsitzender in Prizren bei Hidroregjioni Jugor, der Wasserwerke in Prizren, Suhareka, Dragash und Malisheva betreibt.
Von 2008 bis 2015 beim Flughafen Pristina mitwirkend und Direktor der „A.N.P. ‘Adem Jashari“ und wieder Sachverständiger am Gericht.

## Privatleben
Neben Albanisch spricht Muharremi auch Serbokroatisch, Türkisch und etwas Englisch. Er ist verheiratet und hat drei Kinder.